# Ḩasan Owleh
Ḩasan Owleh (persiska: حَسَن آولِه, حَسَّن اَولِه, هَسَن اَولِه, حَسَن اُولِه, آولِه حَسَن, حسن اوله, Ḩasan Āvleh) är en ort i Iran.   Den ligger i provinsen Kurdistan, i den nordvästra delen av landet, 500 km väster om huvudstaden Teheran. Ḩasan Owleh ligger 1 391 meter över havet och antalet invånare är 273.
Terrängen runt Ḩasan Owleh är huvudsakligen kuperad, men den allra närmaste omgivningen är platt.Runt Ḩasan Owleh är det ganska tätbefolkat, med 60 invånare per kvadratkilometer. Närmaste större samhälle är Marivan, 5,6 km väster om Ḩasan Owleh. Trakten runt Ḩasan Owleh består till största delen av jordbruksmark.